# 巴休姆巴赫河

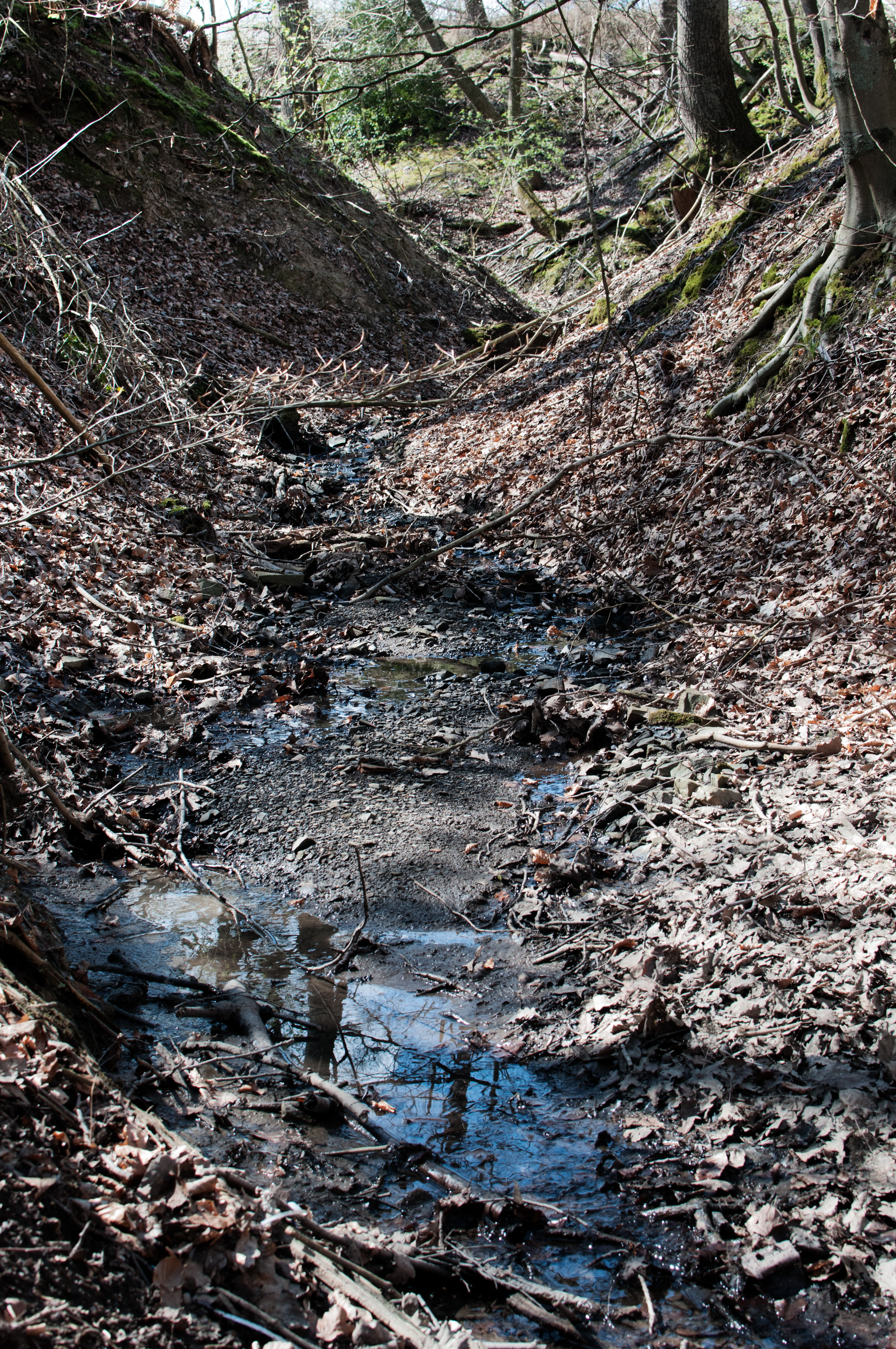

51°28′9.5″N 7°56′42.0″E / 51.469306°N 7.945000°E
巴休姆巴赫河（德語：Bachumer Bach），是德國的河流，位於該國西部，處於北萊茵-威斯特法倫州，屬於魯爾河的左支流，河道全長2.9公里，流域面積2.2平方公里。